# سقوط پیچیده
سقوط پیچیده (به انگلیسی: Down Twisted) یک فیلم سینمایی آمریکایی در ژانر تریلر محصول سال ۱۹۸۷ میلادی، به کارگردانی آلبرت پایون است.
با بازی کاری لوول، چارلز راکت، کورتنی کاکس، نوربرت وایسر و لیندا کریج همراه است. 